# Urządzenie wspomagające ruch

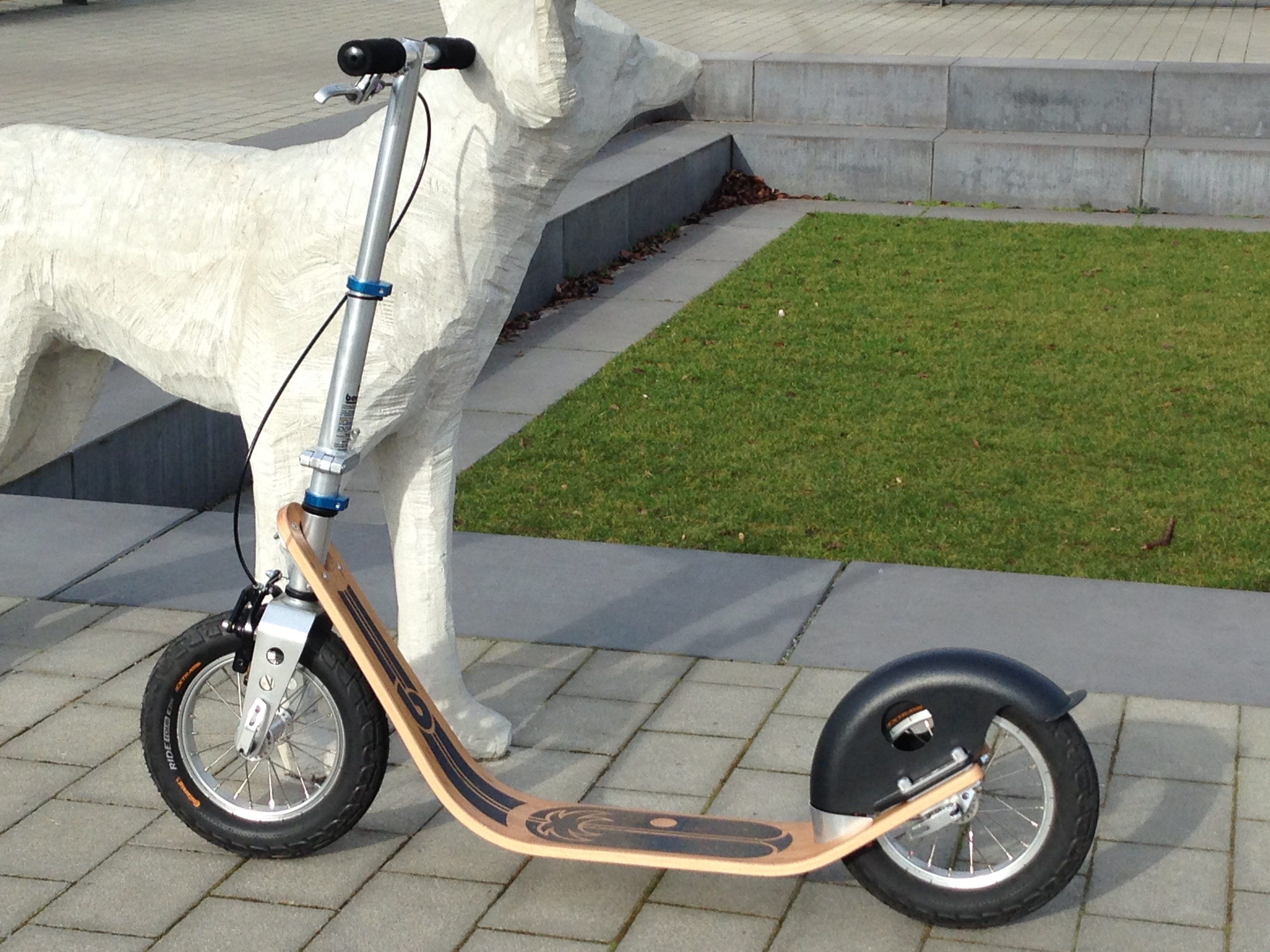
Hulajnoga (o ile nie posiada silnika) należy do kategorii urządzeń wspomagających ruch

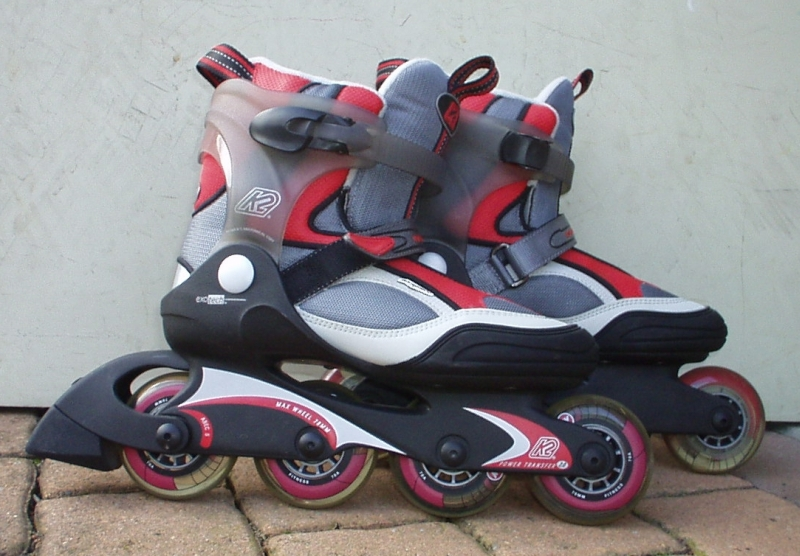
Urządzenie wspomagające ruch – łyżworolki

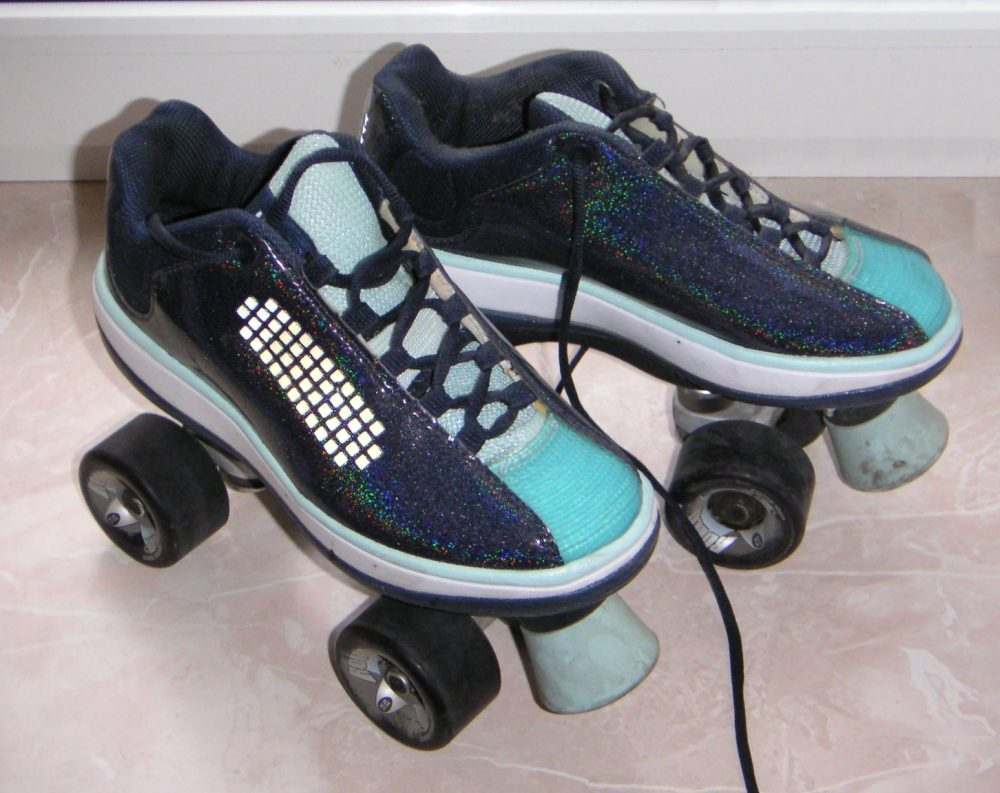
Urządzenie wspomagające ruch – wrotki

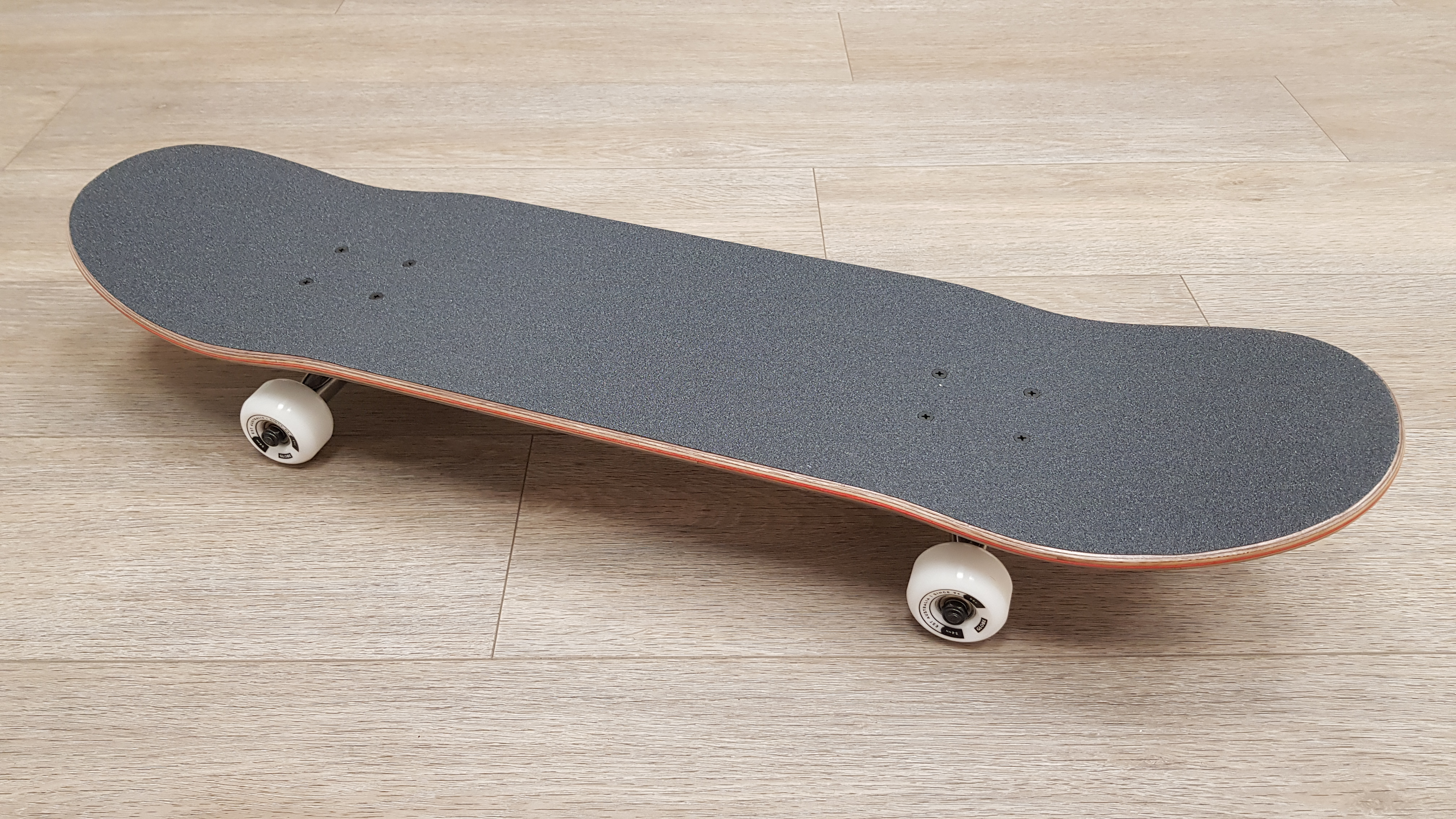
Urządzenie wspomagające ruch – deskorolka

Urządzenie wspomagające ruch (UWR) – urządzenie transportowe lub sprzęt sportowo-rekreacyjny przeznaczony do poruszania się osoby w pozycji stojącej, napędzane siłą mięśni.
Są to między innymi rolki, wrotki, deskorolki, rowery jednokołowe (monocykle) oraz inne podobne nienapędzane silnikiem, w tym hulajnogi bez silnika. 
Urządzenia wspomagające ruch nie są pojazdami. 

## Status osoby korzystającej
Osoba poruszająca się przy pomocy urządzenia wspomagającego ruch jest uczestnikiem ruchu, jeśli jednak urządzenie takie prowadzi, ciągnie lub pcha - uważa się go za pieszego.  
Do korzystania z urządzeń wspomagających ruch nie są wymagane żadne uprawnienia i można z nich korzystać bez ograniczeń wiekowych. 
Osoba korzystająca z urządzenia wspomagającego ruch może być legitymowana i otrzymać wiążące polecenia od kierującego ruchem policjanta oraz strażnika gminnego (miejskiego). 

## Ruch osób poruszających się przy użyciu urządzenia wspomagającego ruch
Osoba poruszająca się przy użyciu urządzenia wspomagającego ruch jest obowiązana korzystać z drogi dla pieszych (w tym będącego jej częścią chodnika), drogi dla pieszych i rowerów lub drogi dla rowerów.   
Na drodze dla pieszych oraz drodze dla pieszych i rowerów osoba taka jest obowiązana między innymi poruszać się z prędkością zbliżoną do prędkości pieszego i ustępować mu pierwszeństwa. Z tego tytułu może ponieść odpowiedzialność karną. 
Na drodze dla rowerów obowiązuje ją ruch prawostronny; korzysta na niej z pierwszeństwa przed pieszymi. 
W strefie zamieszkania może korzystać z całej szerokości drogi i ma pierwszeństwo przed pojazdem, ale pierwszeństwo przed nią ma pieszy. 
Przekraczanie jezdni przez taką osobę powinno następować na przejeździe dla rowerów, a w przypadku jego braku – na przejściu dla pieszych albo przejściu sugerowanym. 
Ustąpienie pierwszeństwa takiej osobie oznacza powstrzymanie się od ruchu, który mógłby zmusić ją do zatrzymania się, zmiany kierunku albo istotnej zmiany prędkości. 

### Zakazy i nakazy
Osobie poruszającej się przy użyciu urządzenia wspomagającego ruch nie wolno poruszać się w stanie nietrzeźwości, stanie po użyciu alkoholu lub środka działającego podobnie do alkoholu. 
Osobie naruszającej te zakazy policjant kierujący ruchem lub strażnik gminny (miejski) może uniemożliwić dalsze poruszanie się. 
Ponieważ urządzenie wspomagające ruch nie jest pojazdem, osoba korzystająca z niego nie podlega jednak kontroli zawartości alkoholu lub obecności środka działającego podobnie do alkoholu ze strony policji, Inspekcji Transportu Drogowego ani innych organów, gdyż wykonywane są one względem kierujących pojazdami albo osób, wobec których zachodzi podejrzenie, że kierowały pojazdem. 
Ponadto osobie poruszającej się przy użyciu urządzenia wspomagającego ruch nie wolno przewozić innych osób, zwierząt i ładunku, a także czepiać się pojazdów. 